# Allopetalia reticulosa
Allopetalia reticulosa är en trollsländeart som först beskrevs av Selys 1873.  Allopetalia reticulosa ingår i släktet Allopetalia och familjen mosaiktrollsländor. IUCN kategoriserar arten globalt som nära hotad. Inga underarter finns listade i Catalogue of Life.